# Achillea glaberrima
Achillea glaberrima là một loài thực vật có hoa trong họ Cúc. Loài này được Klokov mô tả khoa học đầu tiên năm 1925.